# (4853) Marielukac
(4853) Marielukac es un asteroide perteneciente al cinturón de asteroides, descubierto el 28 de junio de 1979 por Carlos Torres desde la Estación Astronómica de Cerro El Roble, Chile.

## Designación y nombre
Designado provisionalmente como 1979 ML. Fue nombrado Marielukac en honor a Marie R. Lukac miembro del personal de la Oficina Náutica de los Estados Unidos desde el año 1971,  ha jugado un papel importante en la continua integridad de los datos en el Almanaque Astronómico (en particular, la lista de los observatorios), El Almanaque de aire y la náutica Almanaque. Este planeta menor es el nombre con motivo de su jubilación.

## Características orbitales
Marielukac está situado a una distancia media del Sol de 2,535 ua, pudiendo alejarse hasta 3,183 ua y acercarse hasta 1,888 ua. Su excentricidad es 0,255 y la inclinación orbital 8,366 grados. Emplea 1475 días en completar una órbita alrededor del Sol.

## Características físicas
La magnitud absoluta de Marielukac es 13,2. Tiene 6,239 km de diámetro y su albedo se estima en 0,414. Está asignado al tipo espectral S según la clasificación SMASSII.